# IHL 1979/80
Die Saison 1979/80 war die 35. reguläre Saison der International Hockey League. Während der regulären Saison bestritten die zehn Teams jeweils 80 Spiele. In den Play-offs setzten sich die Kalamazoo Wings durch und gewannen den zweiten Turner Cup in ihrer Vereinsgeschichte.

## Teamänderungen
Folgende Änderungen wurden vor Beginn der Saison vorgenommen:
- Die Dayton Gems kehrten nach zweijähriger Inaktivität in die Liga zurück.

## Reguläre Saison

### Abschlusstabelle
Abkürzungen: GP = Spiele, W = Siege, L = Niederlagen, T = Unentschieden, OTL = Niederlage nach Overtime, GF = Erzielte Tore, GA = Gegentore, Pts = Punkte
| North Division   | GP | W  | L  | T  | GF  | GA  | Pts |
| ---------------- | -- | -- | -- | -- | --- | --- | --- |
| Kalamazoo Wings  | 80 | 45 | 26 | 9  | 366 | 274 | 99  |
| Saginaw Gears    | 80 | 43 | 27 | 10 | 349 | 306 | 96  |
| Port Huron Flags | 80 | 38 | 26 | 16 | 352 | 300 | 92  |
| Flint Generals   | 80 | 35 | 32 | 13 | 298 | 316 | 83  |
| Muskegon Mohawks | 80 | 29 | 43 | 8  | 317 | 330 | 66  |

| South Division     | GP | W  | L  | T  | GF  | GA  | Pts |
| ------------------ | -- | -- | -- | -- | --- | --- | --- |
| Fort Wayne Komets  | 80 | 40 | 27 | 13 | 343 | 311 | 93  |
| Toledo Goaldiggers | 80 | 28 | 34 | 18 | 293 | 345 | 74  |
| Milwaukee Admirals | 80 | 29 | 41 | 10 | 327 | 402 | 68  |
| Grand Rapids Owls  | 80 | 27 | 41 | 12 | 327 | 340 | 66  |
| Dayton Gems        | 80 | 28 | 45 | 7  | 307 | 355 | 63  |

## Turner-Cup-Playoffs
| Turner-Cup-Viertelfinale | Turner-Cup-Viertelfinale | Turner-Cup-Viertelfinale |    |                   | Turner-Cup-Halbfinale | Turner-Cup-Halbfinale | Turner-Cup-Halbfinale |  |  | Turner-Cup-Finale | Turner-Cup-Finale | Turner-Cup-Finale |
|                          |                          |                          |    |                   |                       |                       |                       |  |  |                   |                   |                   |
| N1                       | Kalamazoo Wings          | 4                        |    |                   |                       |                       |                       |  |  |                   |                   |                   |
| N5                       | Muskegon Mohawks         | 1                        |    |                   |                       |                       |                       |  |  |                   |                   |                   |
| N5                       | Muskegon Mohawks         | 1                        | N1 | Kalamazoo Wings   | 4                     |                       |                       |  |  |                   |                   |                   |
|                          |                          |                          | N1 | Kalamazoo Wings   | 4                     |                       |                       |  |  |                   |                   |                   |
|                          | N3                       | Port Huron Flags         | 2  |                   |                       |                       |                       |  |  |                   |                   |                   |
| N3                       | N3                       | Port Huron Flags         | 2  | Port Huron Flags  | 4                     |                       |                       |  |  |                   |                   |                   |
| N3                       |                          |                          |    | Port Huron Flags  | 4                     |                       |                       |  |  |                   |                   |                   |
| N4                       | Flint Generals           | 1                        |    |                   |                       |                       |                       |  |  |                   |                   |                   |
| N4                       | Flint Generals           | 1                        | N1 | Kalamazoo Wings   | 4                     |                       |                       |  |  |                   |                   |                   |
|                          |                          |                          |    | Kalamazoo Wings   | 4                     |                       |                       |  |  |                   |                   |                   |
|                          | S1                       | Fort Wayne Komets        | 2  |                   |                       |                       |                       |  |  |                   |                   |                   |
| S1                       | S1                       | Fort Wayne Komets        | 2  | Fort Wayne Komets | 4                     |                       |                       |  |  |                   |                   |                   |
| S1                       |                          |                          |    | Fort Wayne Komets | 4                     |                       |                       |  |  |                   |                   |                   |
| S2                       | Toledo Goaldiggers       | 0                        |    |                   |                       |                       |                       |  |  |                   |                   |                   |
| S2                       | Toledo Goaldiggers       | 0                        | S1 | Fort Wayne Komets | 4                     |                       |                       |  |  |                   |                   |                   |
|                          |                          |                          | S1 | Fort Wayne Komets | 4                     |                       |                       |  |  |                   |                   |                   |
|                          | N2                       | Saginaw Gears            | 1  |                   |                       |                       |                       |  |  |                   |                   |                   |
| N2                       | N2                       | Saginaw Gears            | 1  | Saginaw Gears     | 4                     |                       |                       |  |  |                   |                   |                   |
| N2                       |                          |                          |    | Saginaw Gears     | 4                     |                       |                       |  |  |                   |                   |                   |
| S3                       | Milwaukee Admirals       | 0                        |    |                   |                       |                       |                       |  |  |                   |                   |                   |

## Vergebene Trophäen

### Mannschaftstrophäen
| Auszeichnung                                          | Team            |
| ----------------------------------------------------- | --------------- |
| Turner Cup Gewinner der IHL-Playoffs                  | Kalamazoo Wings |
| Fred A. Huber Trophy Bestes Team der regulären Saison | Kalamazoo Wings |

### Individuelle Trophäen
| Auszeichnung                                                       | Spieler        | Team               |
| ------------------------------------------------------------------ | -------------- | ------------------ |
| James Gatschene Memorial Trophy MVP der regulären Saison           | Al Dumba       | Fort Wayne Komets  |
| Leo P. Lamoureux Memorial Trophy Bester Scorer                     | Al Dumba       | Fort Wayne Komets  |
| Governor’s Trophy Bester Verteidiger                               | John Gibson    | Saginaw Gears      |
| James Norris Memorial Trophy Torhüter mit den wenigsten Gegentoren | Larry Lozinski | Kalamazoo Wings    |
| Garry F. Longman Memorial Trophy Bester Rookie                     | Doug Robb      | Milwaukee Admirals |
| Ken McKenzie Trophy Bester US-amerikanischer Rookie                | Bob Janecyk    | Fort Wayne Komets  |